# Tulbagh
Tulbagh is een klein stadje met 9000 inwoners, in de Zuid-Afrikaanse provincie West-Kaap. Tulbagh behoort tot de gemeente Witzenberg dat onderdeel van het district Kaapse Wynland is. De plaats is vernoemd naar Rijk Tulbagh, gouverneur van de Nederlandse Kaapkolonie van 1751 tot 1771.

## Subplaatsen
Het nationaal instituut voor de statistiek, Stats SA, deelt sinds de census 2011 deze hoofdplaats in in zogenaamde subplaatsen (sub place), c.q. slechts één subplaats:
Tulbagh SP.

## Zie ook

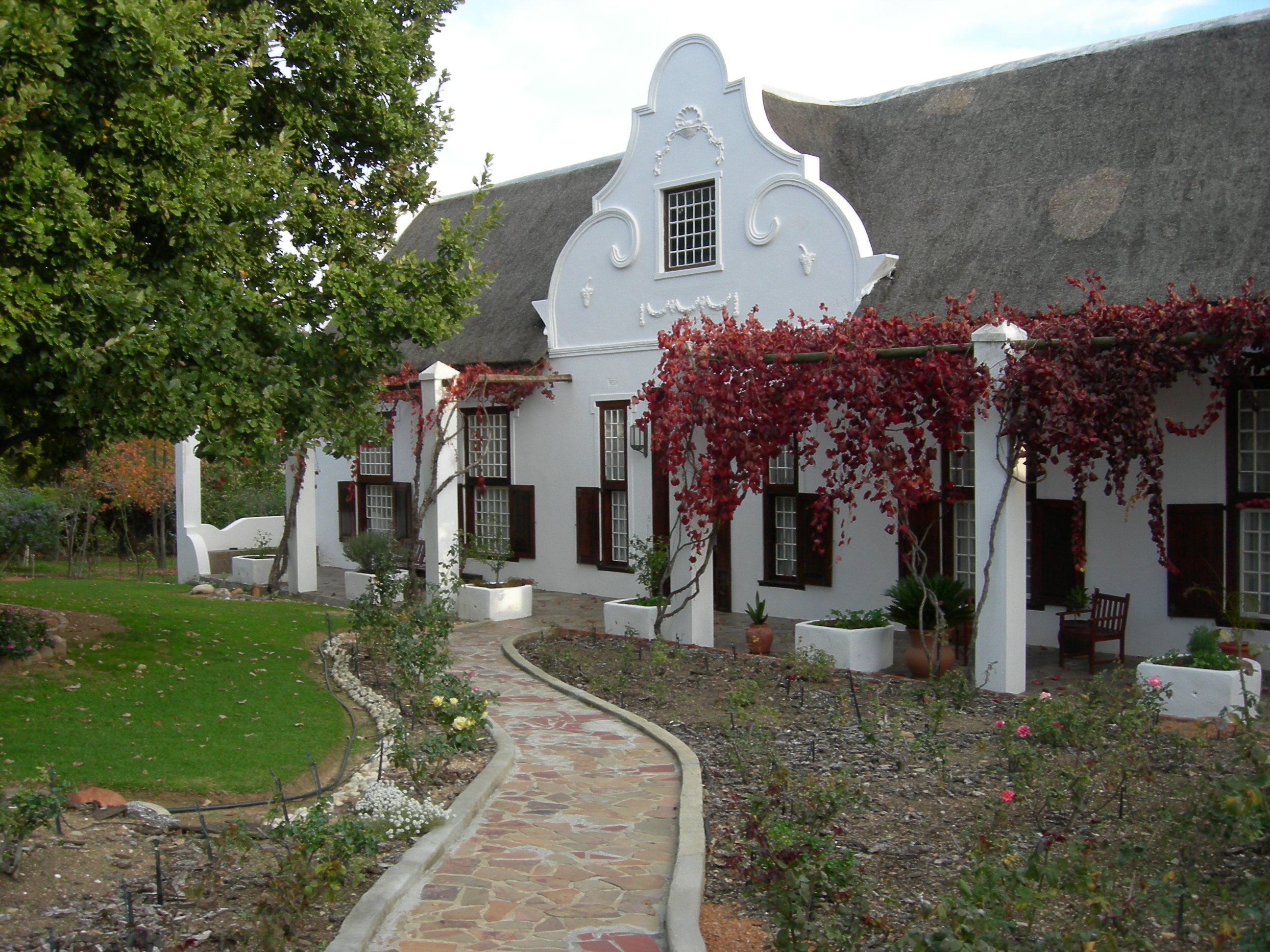
Boerderij Wittedrift